# Augustin Louis Charles de Lameth
Pour les articles homonymes, voir Lameth.
Augustin Louis Charles de Lameth est un homme politique français né le 20 juin 1755 à Hénencourt (Somme) et décédé le 19 janvier 1837 à Amiens (Somme).

## Biographie

### Famille
Augustin Louis Charles de Lameth est issu d'une très ancienne famille de noblesse d'épée dont l'origine connue remonte au XIIIe siècle. Au XVe siècle, Antoine Ier de Lameth, premier écuyer de Charles le Téméraire, après la mort de ce dernier, en 1477, se mit au service du roi de France. Il devient conseiller et chambellan de Louis XI. Il avait épousé, en 1460, Jacqueline d'Hénencourt. La seigneurie d'Hénencourt passe ainsi à la famille de Lameth.
Augustin Louis Charles de Lameth est l'aîné des fils survivants de Charles de Lameth, chevalier, marquis de Hénencourt, Mestre de camp (1723-1761) et de Marie-Thérèse de Broglie (1732-1819), le petit-fils de François Marie, duc de Broglie, maréchal de France.
Il est le frère aîné de Charles-Malo de Lameth, Théodore de Lameth et Alexandre de Lameth.
Augustin Louis Charles de Lameth se marie deux fois : 
Il épouse à Paris, paroisse Saint Sulpice, le 4 février 1777, Cécile de la Tour du Pin-Gouvernet, fille de Jean Frédéric de La Tour du Pin-Gouvernet, lieutenant-général des armées du Roi, député aux Etats-généraux de 1789, ministre de la Guerre en 1789-1790, et de Marguerite Guynot de Monconseil, sa seconde épouse. Dont :
- Frédéric de Lameth (1781-1782) ;
- Alfred de Lameth (1783-1809) ;
- Adolphe de Lameth (1785-1802) ;

Devenu veuf, il se remarie à Paris le 4 septembre 1811 avec Ambroisine Honorine Zoé de Choiseul Daillecourt (1787-1846), fille de Michel Félix Victor de Choiseul Daillecourt, député aux Etats-généraux de 1789, et d'Eugénie Rouillé du Coudray. Par cette seconde union, il devient le beau-frère de Victor de Choiseul d'Aillecourt, député, et de Maxime de Choiseul d'Aillecourt, préfet, le neveu de Marie Gabriel Florent Auguste de Choiseul-Gouffier, dont la famille habite, non loin d'Hénencourt, le château d'Heilly. Dont :
- Baudouin de Lameth (1812-1867), marié en 1839 avec Félicie Obert de Thieusies (1818-1891), dont postérité ;
- Eugénie de Lameth (1814-1891), mariée en 1834 avec Léon de Riencourt (1811-1850), dont postérité [2].

### Carrière militaire
Augustin-Louis-Charles, marquis de Lameth appartint aux armées du roi et y fit toute sa carrière jusqu'au grade de maréchal de camp. Du 1er janvier 1784 au 21 octobre 1791, il est colonel du régiment de La Couronne, devenu sous la Révolution le 45e régiment d'infanterie de ligne.

### Carrière politique
Contrairement à ses frères, il ne prit aucune part aux événements de la Révolution. Retiré sur ses terres d'Hénencourt, il fut appelé, le 2 vendémiaire an XIV, par le Sénat conservateur, à représenter le département de la Somme au corps législatif. Il y siégea de 1805 à 1810.

## Sources
- « Augustin Louis Charles de Lameth », dans Adolphe Robert et Gaston Cougny, Dictionnaire des parlementaires français, Edgar Bourloton, 1889-1891 [détail de l’édition]